# Shark Tank
Shark Tank (tạm dịch Hồ bơi cá mập) là một chương trình truyền hình thực tế của Mỹ được phát sóng lần đầu ngày 9 tháng 8 năm 2009 trên kênh ABC. Là một phiên bản nhượng quyền của Dragons' Den, chương trình có nguồn gốc từ Nhật Bản được phát sóng bắt đầu từ năm 2001. Shark Tank truyền cảm hứng có các người chơi là doanh nhân khởi nghiệp thực hiện các bài thuyết trình trước một hội đồng các nhà đầu tư (Shark), và những nhà đầu tư này sẽ lựa chọn đầu tư hoặc không.
Chương trình này hiện đang phát sóng mùa thứ 15 và được đánh giá rất thành công ở khung giờ của mình. Nó cũng 2 lần giành giải thưởng Primetime Emmy Award cho hạng mục Cấu trúc chương trình truyền hình thực tế xuất sắc nhất. Có 3 phiên bản khác của Dragons' Den, ở Australia, Bồ Đào Nha và Việt Nam, được đặt tên là Shark Tank.

## Tổng quan
Shark Tank được sản xuất bởi Mark Burnett và dựa trên format quốc tế Dragon's Den, được dựa trên show truyền hình phát sóng lần đầu ở Nhật Bản năm 2001 với tên gọi Money Tigers. Tuy nhiên, chương trình có phong cách giống với phiên bản của Anh, Dragons' Den, được phát sóng lần đầu năm 2005. Chương trình bao gồm một hội đồng các nhà đầu tư tiềm năng, được gọi là các Shark, những người sẽ cân nhắc đưa ra các lời đề nghị đầu tư đối với các doanh nhân khởi nghiệp đang tiền kiếm nguồn vốn. Khoản tiền đầu tư cho các dự án trong chương trình hoàn toàn là tiền của các Shark. Các doanh nhân khởi nghiệp có thể đàm phán hợp đồng ngày trên sân khấu nếu một người trong số các Shark cảm thấy hứng thú.Tuy nhiên, nếu tất cả các thành viên của hội đồng đều không đồng ý đầu tư, người chơi sẽ ra về tay trắng. Phần trình bày của người chơi thường kéo dài 1 giờ, nhưng khi phát sóng sẽ được cắt giảm xuống còn 15 phút.
2 trong số các Shark kì cựu của chương trình, Robert Herjavec và Kevin O'Leary, là những doanh nhân thành công người Canada và đã xuất hiện trong phiên bản Canada của chương trình, Dragons' Den.
Các Shark thường tìm ra các điểm yếu cũng như các lỗi thường gặp của những ý tưởng kinh doanh, sản phẩm hay mô hình kinh doanh. Một số nhà đầu tư cố gắng làm nhẹ đi ảnh hưởng của việc từ chối, như Corcoran, trong khi những người còn lại như O'Leary thường tỏ ra tàn nhẫn và thể hiện sự không quan tâm của mình đối với cả những câu chuyện về sự kiên trì.
Khá nhiều, thậm chí là phần lớn, các hợp đồng đạt được trong chương trình không bao giờ được thực hiện, do việc kiểm tra lại của các nhà đầu tư sau đạt được thỏa thuận. Trong một vài trường hợp, các chủ doanh nghiệp đã tự rút lui khỏi các thỏa thuận và thừa nhận rằng điều họ muốn chỉ là được xuất hiện trên truyền hình 
Chương trình ban đầu yêu cầu mỗi người chơi ký vào một bản thỏa thuận với Finnmax, nhà sản xuất của Shark Tank, cam kết dành cho Finnmax lựa chọn có được "2% trung thành" hoặc "5% vốn chủ sở hữu" trong thương vụ kinh doanh mạo hiểm của người chơi.  Tuy nhiên, năm 2013, điều kiện này đã bị thay thế bằng việc tham gia mạng lưới, do áp lực của một thành viên trong hội đồng các Shark là  Mark Cuban. Cuban cảm thấy rằng yêu cầu này sẽ làm giảm chất lượng của các doanh nhân tham gia chương trình, cũng như các nhà đầu tư khôn ngoan sẽ đề phòng việc trao đổi một phần của công ty cho việc được xuất hiện trên truyền hình. Một số các người chơi tiềm năng đã giảm việc xuất hiện trên truyền hình vì lý do này.

### Lịch sử
Shark Tank được phát sóng lần đầu tháng 8 năm 2009 và được phát sóng 14 tập tính đến tháng 1 năm 2010. Đến tháng 8, chương trình được sản xuất mùa thứ 2. Mùa thứ 2 bắt đầu bằng 1 tập "sneak peek" phát sóng vào Chủ nhật, ngày 20 tháng ba, 2011, trước khi trở về khung giờ bình thường vào tối thứ sáu ngày 25 tháng 3 năm 2011. Mùa thứ 2 có 9 tập, trong đó 5 tập có sự xuất hiện của một hội đồng các Shark mới. Jeff Foxworthy và Mark Cuban thay thế Kevin Harrington trong những tập đó. Ở mùa thứ 2, Kevin O'Leary, Barbara Corcoran, Daymond John và Robert Herjavec xuất hiện trong cả chín tập, Mark Cuban xuất hiện trong 3, Kevin Harrington trong 4, và Jeff Foxworthy trong 2 tập.
Shark Tank mùa thứ 3 được phát sóng vào tháng 1 năm 2012. Trong suốt mùa thứ 2, Kevin Harrington được thay thế bởi Mark Cuban, trong khi ở mùa thứ 3, "Nữ hoàng của QVC" Lori Greiner thay thế Barbara Corcoran trong 4 tập. Kevin O'Leary, Daymond John, Robert Herjavec và Mark Cuban xuất hiện trong cả 15 tập của mùa thứ 3. Trong tháng 2, ABC đặt thêm 2 tập cho mùa thứ 3 sử dụng các cảnh chưa được phát sóng, tăng số tập của mùa này lên thành 15. Vào ngày 10 tháng 5 năm 2012, mùa thứ 4 được sản xuất với 26 tập. Đây là lần đầu tiên chương trình nhận được một đặt hàng toàn bộ. Quá trình ghi hình bắt đầu từ ngày 30 tháng 6 năm 2012. Theo TV Guide, đến tháng 12 năm 2012, hội đồng đầu tư đã đầu tư tổng cộng 12.4 triệu USD vào các doanh nghiệp thuyết trình trong mùa này. Những ý tưởng không nhận được tiền đầu tư từ các Shark vẫn hưởng lợi từ sự xuất hiện trước công chúng trong chương trình. Trong suốt mùa năm 2012, 36076 người đã nộp đơn để trở thành người chơi.
Năm 2013, ABC sản xuất mùa thứ năm của chương trình. Mùa thứ 5 được phát sóng vào ngày 20 tháng 9 năm 2013. Tháng 10 năm 2013, ABC đặt hàng thêm 2 tập cho mùa này. Đến tháng 12 năm 2013, ABC tiếp tục đặt thêm 4 tập nữa, nâng tổng số tập của mùa này lên con số 29. Steve Tisch và John Paul DeJoria tham gia vào hội đồng các Shark. Năm 2013, CNBC có được bản quyền chương trình từ ABC. Đến tháng 5 năm 2014, ABC thông báo mùa thứ 6 sẽ được phát sóng vào tháng 9 năm 2014. Chương trình bắt đầu chuyển sang phát sóng trên kênh CNBC vào ngày 30 tháng 12 năm 2013.
Mùa thứ 7 của chương trình được phát sóng vào thứ 6, ngày 25 tháng 9 năm 2015. Diễn viên/Nhà đầu tư Ashton Kutcher, nhà quản lý âm nhạc/CEO Troy Carter, và nhà đầu tư mạo hiểm Chris Sacca xuất hiện với tư cách khách mời.
Bắt đầu từ mùa thứ 5, địa chỉ Twitter của các Shark sẽ được hiển thị trong phần mở đầu của chương trình.

### Timeline của các Shark
| Sharks            | Các Mùa     | Các Mùa     | Các Mùa     | Các Mùa     | Các Mùa     | Các Mùa     | Các Mùa     | Các Mùa     | Các Mùa     | Các Mùa      | Các Mùa      | Các Mùa      |               |               |              |                |
| Sharks            | 1 (2009-10) | 2 (2011)    | 3 (2012)    | 4 (2012-13) | 5 (2013-14) | 6 (2014-15) | 7 (2015-16) | 8 (2016-17) | 9 (2017-18) | 10 (2018-19) | 11 (2019-20) | 12 (2020-21) | 13 (2021- 22) | 14 (2022- 23) | 15 (2023-24) | 16 (2024 - 25) |
| ----------------- | ----------- | ----------- | ----------- | ----------- | ----------- | ----------- | ----------- | ----------- | ----------- | ------------ | ------------ | ------------ | ------------- | ------------- | ------------ | -------------- |
| Barbara Corcoran  | Hiệu trưởng | Hiệu trưởng | Hiệu trưởng | Hiệu trưởng | Hiệu trưởng | Hiệu trưởng | Hiệu trưởng | Hiệu trưởng | Hiệu trưởng | Hiệu trưởng  | Hiệu trưởng  | Hiệu trưởng  | Hiệu trưởng   | Hiệu trưởng   | Hiệu trưởng  | Hiệu trưởng    |
| Kevin O'Leary     | Hiệu trưởng | Hiệu trưởng | Hiệu trưởng | Hiệu trưởng | Hiệu trưởng | Hiệu trưởng | Hiệu trưởng | Hiệu trưởng | Hiệu trưởng | Hiệu trưởng  | Hiệu trưởng  | Hiệu trưởng  | Hiệu trưởng   | Hiệu trưởng   | Hiệu trưởng  | Hiệu trưởng    |
| Robert Herjavec   | Hiệu trưởng | Hiệu trưởng | Hiệu trưởng | Hiệu trưởng | Hiệu trưởng | Hiệu trưởng | Hiệu trưởng | Hiệu trưởng | Hiệu trưởng | Hiệu trưởng  | Hiệu trưởng  | Hiệu trưởng  | Hiệu trưởng   | Hiệu trưởng   | Hiệu trưởng  | Hiệu trưởng    |
| Daymond John      | Hiệu trưởng | Hiệu trưởng | Hiệu trưởng | Hiệu trưởng | Hiệu trưởng | Hiệu trưởng | Hiệu trưởng | Hiệu trưởng | Hiệu trưởng | Hiệu trưởng  | Hiệu trưởng  | Hiệu trưởng  | Hiệu trưởng   | Hiệu trưởng   | Hiệu trưởng  | Hiệu trưởng    |
| Kevin Harrington  | Hiệu trưởng | Hiệu trưởng |             |             |             |             |             |             |             |              |              |              |               |               |              |                |
| Mark Cuban        |             | Được mời    | Hiệu trưởng | Hiệu trưởng | Hiệu trưởng | Hiệu trưởng | Hiệu trưởng | Hiệu trưởng | Hiệu trưởng | Hiệu trưởng  | Hiệu trưởng  | Hiệu trưởng  | Hiệu trưởng   | Hiệu trưởng   | Hiệu trưởng  | Hiệu trưởng    |
| Jeff Foxworthy    |             | Được mời    |             |             |             |             |             |             |             |              |              |              |               |               |              |                |
| Lori Greiner      |             |             | Được mời    | Hiệu trưởng | Hiệu trưởng | Hiệu trưởng | Hiệu trưởng | Hiệu trưởng | Hiệu trưởng | Hiệu trưởng  | Hiệu trưởng  | Hiệu trưởng  | Hiệu trưởng   | Hiệu trưởng   | Hiệu trưởng  | Hiệu trưởng    |
| Steve Tisch       |             |             |             |             | Được mời    |             |             |             |             |              |              |              |               |               |              |                |
| John Paul DeJoria |             |             |             |             | Được mời    |             |             |             |             |              |              |              |               |               |              |                |
| Nick Woodman      |             |             |             |             |             | Được mời    |             |             |             |              |              |              |               |               |              |                |
| Chris Sacca       |             |             |             |             |             |             | Được mời    | Được mời    | Được mời    |              |              |              |               |               |              |                |
| Ashton Kutcher    |             |             |             |             |             |             | Được mời    |             |             | Được mời     |              |              |               |               |              |                |
| Troy Carter       |             |             |             |             |             |             | Được mời    |             |             |              |              |              |               |               |              |                |
| Rohan Oza         |             |             |             |             |             |             |             |             | Được mời    | Được mời     | Được mời     |              |               |               |              |                |
| Álex Rodríguez    |             |             |             |             |             |             |             |             | Được mời    | Được mời     |              | Được mời     |               |               |              |                |
| Bethenny Franke   |             |             |             |             |             |             |             |             | Được mời    | Được mời     |              |              |               |               |              |                |
| Sara Blakely      |             |             |             |             |             |             |             |             | Được mời    | Được mời     |              |              |               |               |              |                |
| Richard Branson   |             |             |             |             |             |             |             |             | Được mời    |              |              |              |               |               |              |                |
| Matt Higgins      |             |             |             |             |             |             |             |             |             | Được mời     | Được mời     |              |               |               |              |                |
| Alli Webb         |             |             |             |             |             |             |             |             |             | Được mời     |              |              |               |               |              |                |
| Charles Barkley   |             |             |             |             |             |             |             |             |             | Được mời     |              |              |               |               |              |                |
| Jamie Sminoff     |             |             |             |             |             |             |             |             |             | Được mời     |              |              |               |               |              |                |
| Daniel Lubetzky   |             |             |             |             |             |             |             |             |             |              | Được mời     | Được mời     | Được mời      | Được mời      | Được mời     | Hiệu trưởng    |
| Anne Wojcicki     |             |             |             |             |             |             |             |             |             |              | Được mời     |              |               |               |              |                |
| Katrina Lake      |             |             |             |             |             |             |             |             |             |              | Được mời     |              |               |               |              |                |
| Maria Sharapova   |             |             |             |             |             |             |             |             |             |              | Được mời     |              |               |               |              |                |
| Blake Mycoskie    |             |             |             |             |             |             |             |             |             |              |              | Được mời     |               |               |              |                |
| Kendra Scott      |             |             |             |             |             |             |             |             |             |              |              | Được mời     |               | Được mời      |              | Được mời       |
| Todd Graves       |             |             |             |             |             |             |             |             |             |              |              |              |               |               |              | Được mời       |
| Jamie Kern Lima   |             |             |             |             |             |             |             |             |             |              |              |              |               |               |              | Được mời       |
| Rashaun Williams  |             |             |             |             |             |             |             |             |             |              |              |              |               |               |              | Được mời       |
| Candace Nelson    |             |             |             |             |             |             |             |             |             |              |              |              |               |               | Được mời     |                |
| Tony Xu           |             |             |             |             |             |             |             |             |             |              |              |              |               | Được mời      |              |                |
| Gwyneth Paltrow   |             |             |             |             |             |             |             |             |             |              |              |              |               | Được mời      |              |                |
| Peter Jones       |             |             |             |             |             |             |             |             |             |              |              |              | Được mời      | Được mời      |              |                |
| Michael Rubin     |             |             |             |             |             |             |             |             |             |              |              |              |               |               | Được mời     |                |
| Jason Blum        |             |             |             |             |             |             |             |             |             |              |              |              |               |               | Được mời     |                |

## Đánh giá
Ở mùa đầu tiên, chương trình nhận được nhiều nhận xét tích cực. Josh Wolk của tờ Entertainment Weekly viết: Các nhà đầu tư hỏi các câu hỏi đã được thông báo trước, 

### Ratings
Năm 2012, chương trình đạt được trung bình 6 triệu lượt xem mỗi tập. Đây là một trong những chương trình được xem nhiều nhất tối thứ 6 trong độ tuổi từ 18 đến 49. Vì vậy, ABC thêm 3 tập vào so với số lượng gốc là 22. Ở mùa thứ 16, chương trình đã đạt 9 triệu lượt xem mỗi tập, trở thành mùa chương trình thành công nhất cho đến nay.
| Mùa | Giờ phát sóng (EST)                                 | Số tập | Chương trình       | Chương trình     | Tập cuối          | Tập cuối         | Năm phát sóng | Xếp hạng | Overall viewership                                         |
| Mùa | Giờ phát sóng (EST)                                 | Số tập | Ngày               | Lượt xem (triệu) | Ngày              | Lượt xem (triệu) | Năm phát sóng | Xếp hạng | Overall viewership                                         |
| --- | --------------------------------------------------- | ------ | ------------------ | ---------------- | ----------------- | ---------------- | ------------- | -------- | ---------------------------------------------------------- |
| 1   | Thứ 6 9:00 pm                                       | 14     | August 9, 2009     | 4.23             | February 5, 2010  | 4.65             | 2009–10       | #102     | 4.81                                                       |
| 2   | Thứ 6 8:00 pm                                       | 9      | March 20, 2011     | 6.13             | May 13, 2011      | 4.99             | 2010–11       | #113     | 5.12                                                       |
| 3   | Thứ 6 8:00 pm                                       | 15     | January 20, 2012   | 6.25             | May 18, 2012      | 5.52             | 2011–12       | #98      | 6.03                                                       |
| 4   | Thứ 6 8:00 pm Thứ 69:00 pm                          | 26     | September 14, 2012 | 6.40             | May 17, 2013      | 6.68             | 2012–13       | #63      | 6.92                                                       |
| 5   | Thứ 6 9:00 pm                                       | 29     | September 20, 2013 | 6.86             | May 16, 2014      | 6.74             | 2013–14       | #51      | 8.02                                                       |
| 6   | Thứ 6 9:00 pm                                       | 29     | September 26, 2014 | 7.45             | May 15, 2015      | 7.04             | 2014–15       | #55      | 9.137 Lưu trữ ngày 12 tháng 7 năm 2016 tại Wayback Machine |
| 7   | Thứ 6 9:00 pm                                       | 29     | September 25, 2015 | 6.08             | May 20, 2016      |                  | 2015–16       |          |                                                            |
| 8   | Thứ 6 9:00 pm                                       | 24     | September 23, 2016 |                  | May 12, 2017      |                  | 2016 - 17     |          |                                                            |
| 9   | Chủ nhật 9:00 pm                                    | 24     | October 1, 2017    |                  | February 25, 2018 |                  | 2017 - 18     |          |                                                            |
| 10  | Chủ nhật 9:00 pm                                    | 23     | October 7, 2018    |                  | May 12, 2019      |                  | 2018 - 19     |          |                                                            |
| 11  | Chủ nhật 9:00 pm (1 - 12) Thứ sáu 8:00 pm (13 - 24) | 24     | September 29, 2019 |                  | May 15, 2020      |                  | 2019 - 20     |          |                                                            |
| 12  | Thứ sáu 8:00 pm                                     | 25     | October 16, 2020   |                  | May 21, 2021      |                  | 2020 - 21     |          |                                                            |
| 13  | Thứ sáu 8:00 pm                                     | 24     | October 8, 2021    |                  | May 20, 2022      |                  | 2021 - 22     |          |                                                            |
| 14  | Thứ sáu 8:00 pm                                     | 22     | September 23, 2022 |                  | May 19, 2023      |                  | 2022 - 23     |          |                                                            |
| 15  | Thứ sáu 8:00 pm                                     | 22     | September 29, 2023 |                  | May 3, 2024       |                  | 2023 - 24     |          |                                                            |

## Các giải thưởng và đề cử
Tính đến thời điểm hiện tại, Shark Tank đã giành chiến thắng 2 giải Emmy, và được đề cử cho 3 giải khác. Shark Tank cũng được đề cử cho giải Outstanding Reality Program năm 2012 và 2013, tuy nhiên thất bại cả hai lần. Năm 2014, giải Emmy cho chương trình truyền hình thực tế đã được chia làm 2, và Shark Tank đã chiến thắng giải "Outstanding Structured Reality Program" cả hai năm 2014 và 2015. Năm 2024, Shark Tank đã đạt giải "Outstanding Structured Reality Program".

## Beyond the Tank
ABC đã đưa ra một chương trình kèm theo, Beyond the Tank, nói về tình hình hiện tại của các công ty đã xuất hiện trong Shark Tank, bao gồm cả những công ty đã đạt được hợp đồng cũng như những công ty bị từ chối bởi các Shark. 2 mùa của Beyond the Tank đã được phát sóng, một trong năm 2015 và một trong năm 2016.